# Bodegó amb cebes
Bodegó amb cebes (Nature morte avec oignons en francès) és un oli sobre llenç del pintor francès Paul Cézanne. Va ser exposat a la Galerie nationale du Jeu de Paume de París abans de ser adquirit pel Museu d'Orsay de París, on es troba actualment.

## Descripció
Al costat de les cebes, la forma esfèrica de les quals es presta a la recerca sobre el volum, Cézanne representa alguns objectes simples. A part del ganivet, hi ha també una ampolla, un got i un plat. L'ús repetit d'aquests accessoris en els seus bodegons revela el pintor centra el seu interès en el disseny dels objectes, el tractament de l'espai i examina l'impacte de la llum sobre les formes.
En el quadre, Cezanne va introduir, com sovint feia en els bodegons del seu últim període, un drap com a efecte decoratiu que fa desaparèixer tota construcció rigorosament establerta. El drap es desprèn, com l'ampolla, sobre un fons totalment buit i neutral que distingeix aquesta obra d'altres bodegons dels últims temps, que són més sobrecarregats.